# North Cronulla
North Cronulla Beach sau North Cronulla este o plajă patrulată din Cronulla, New South Wales, Australia.

## Galerie

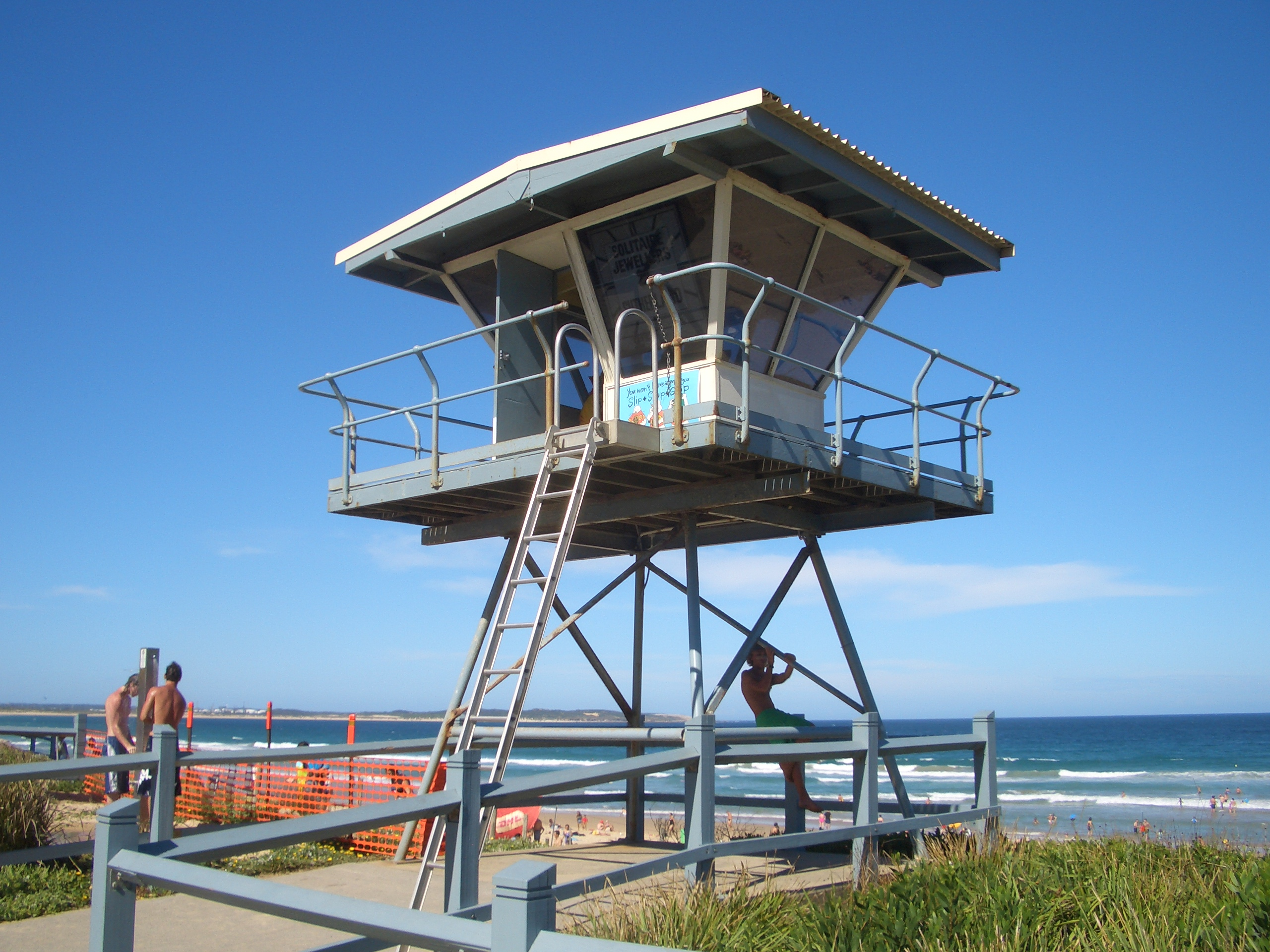
North Cronulla Tower
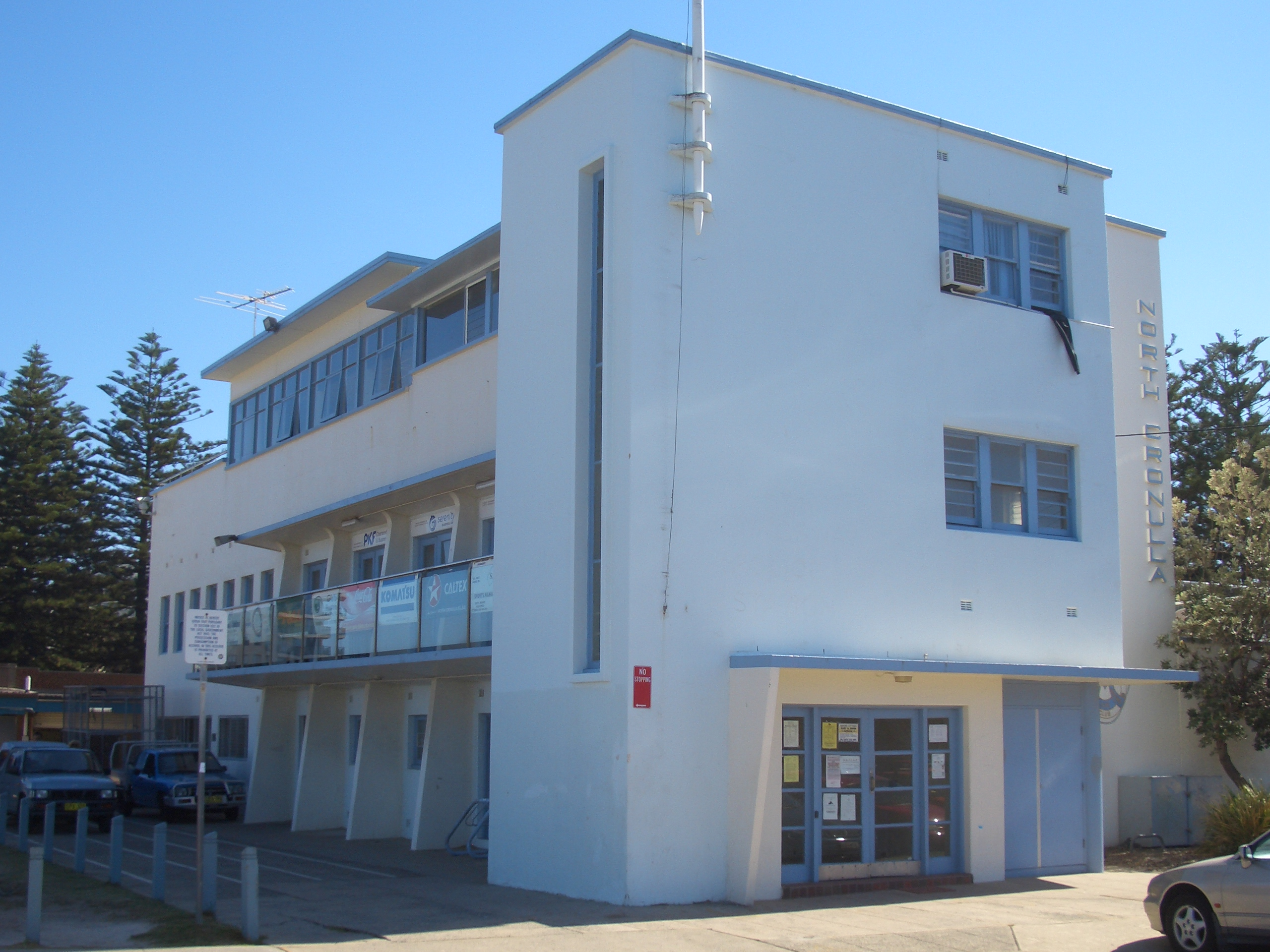
North Cronulla Lifesavers Club
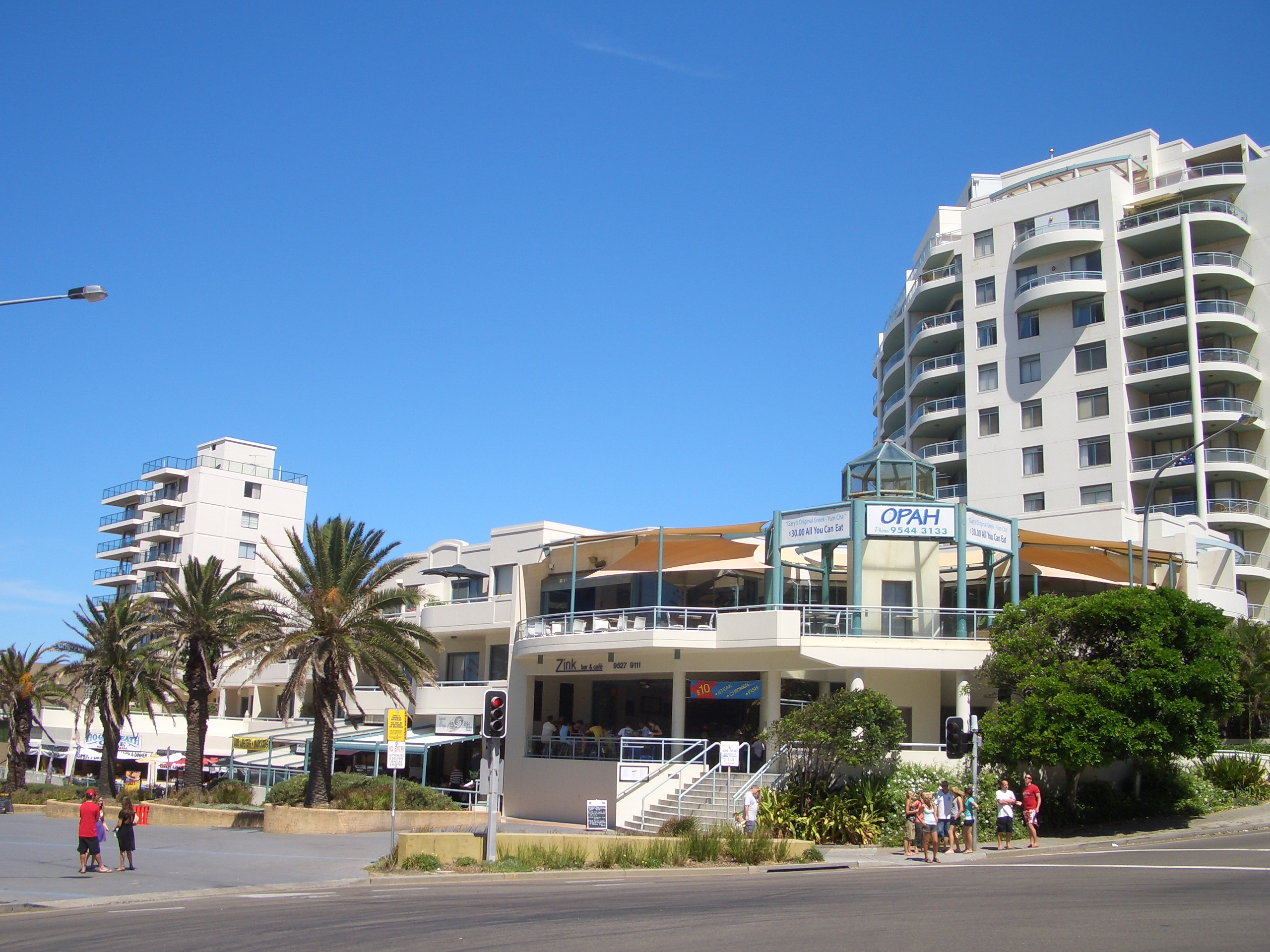
North Cronulla Cafes
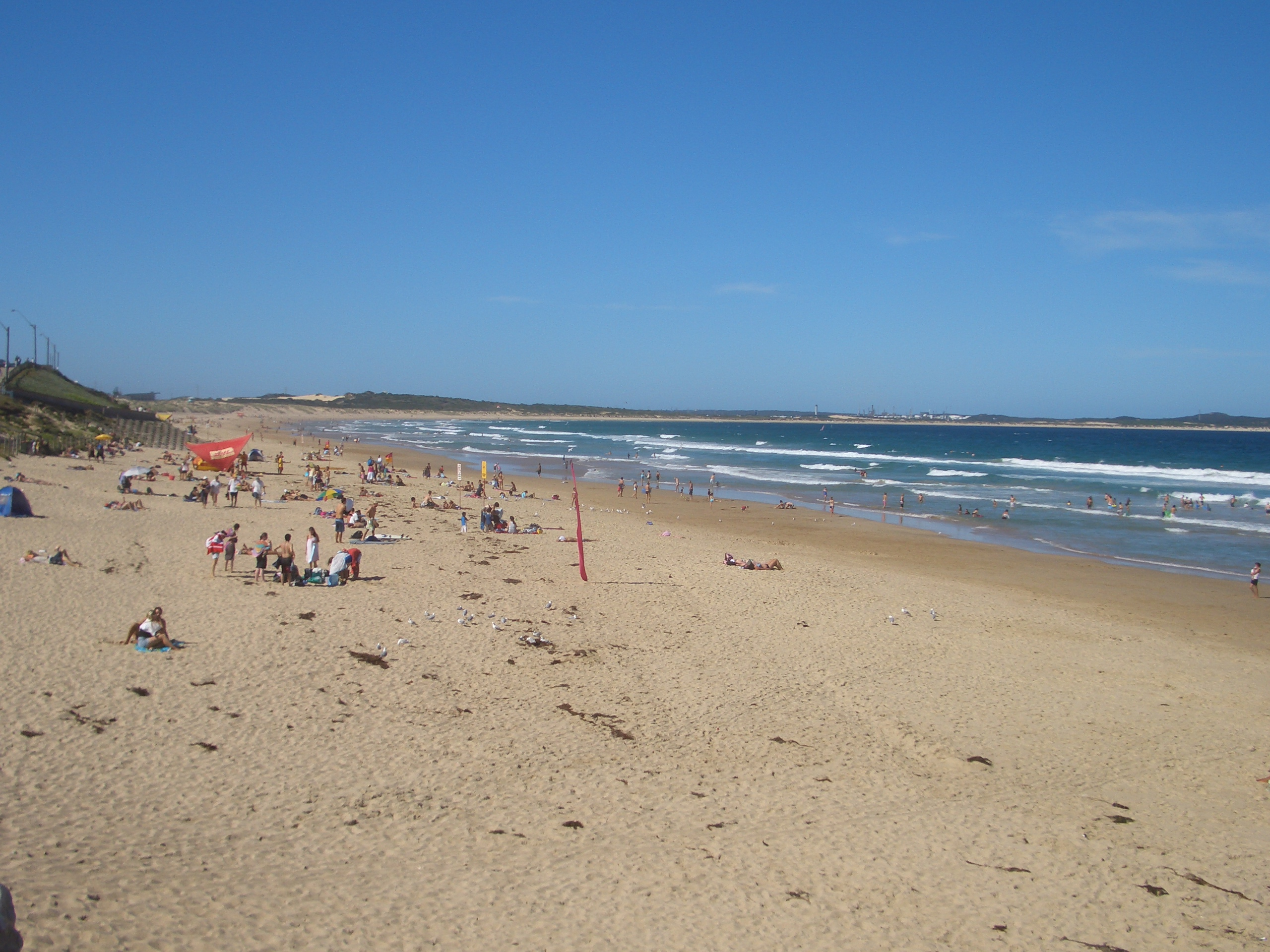
North Cronulla Beach
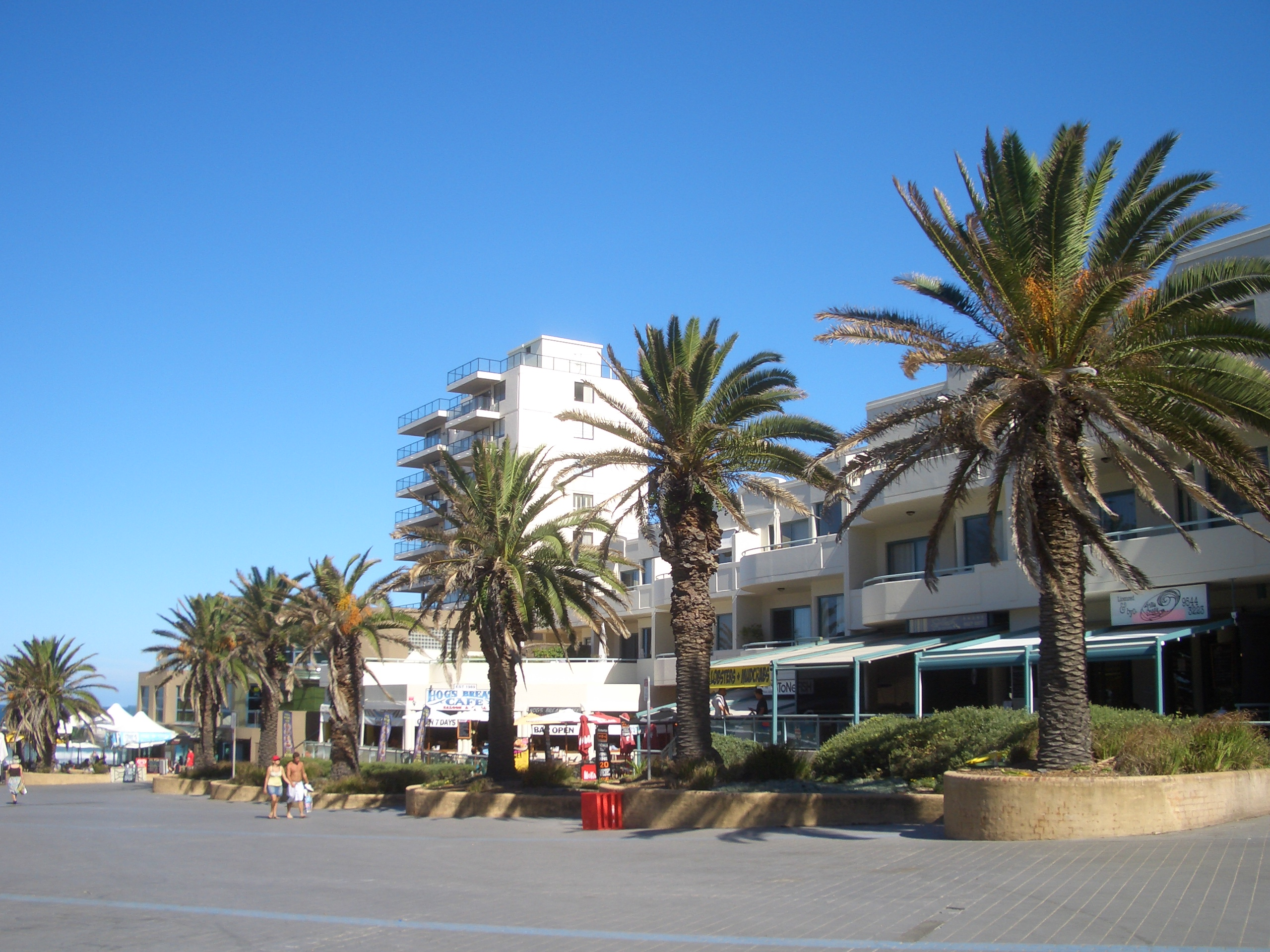
North Cronulla Cafes
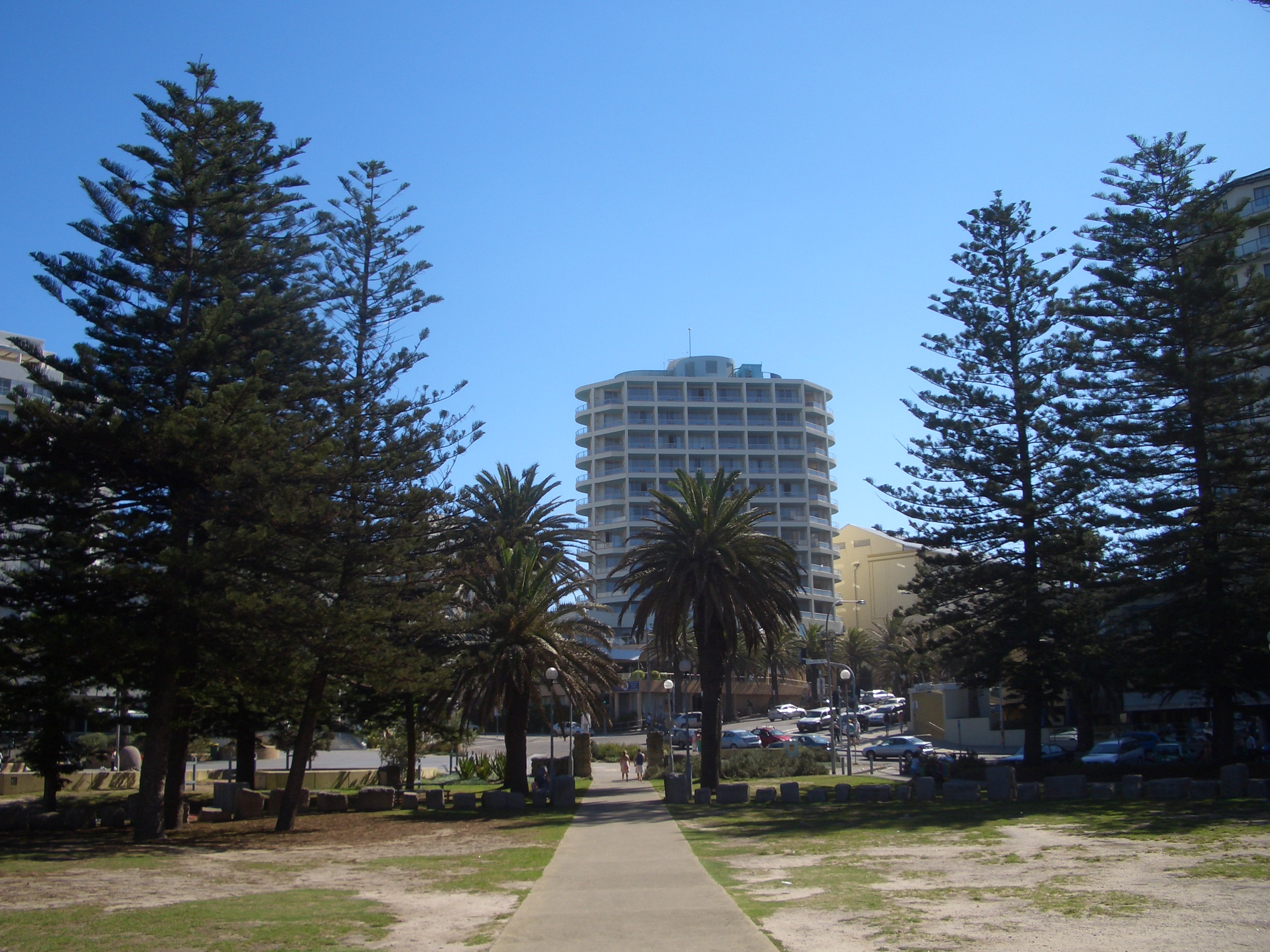
Dunningham Park
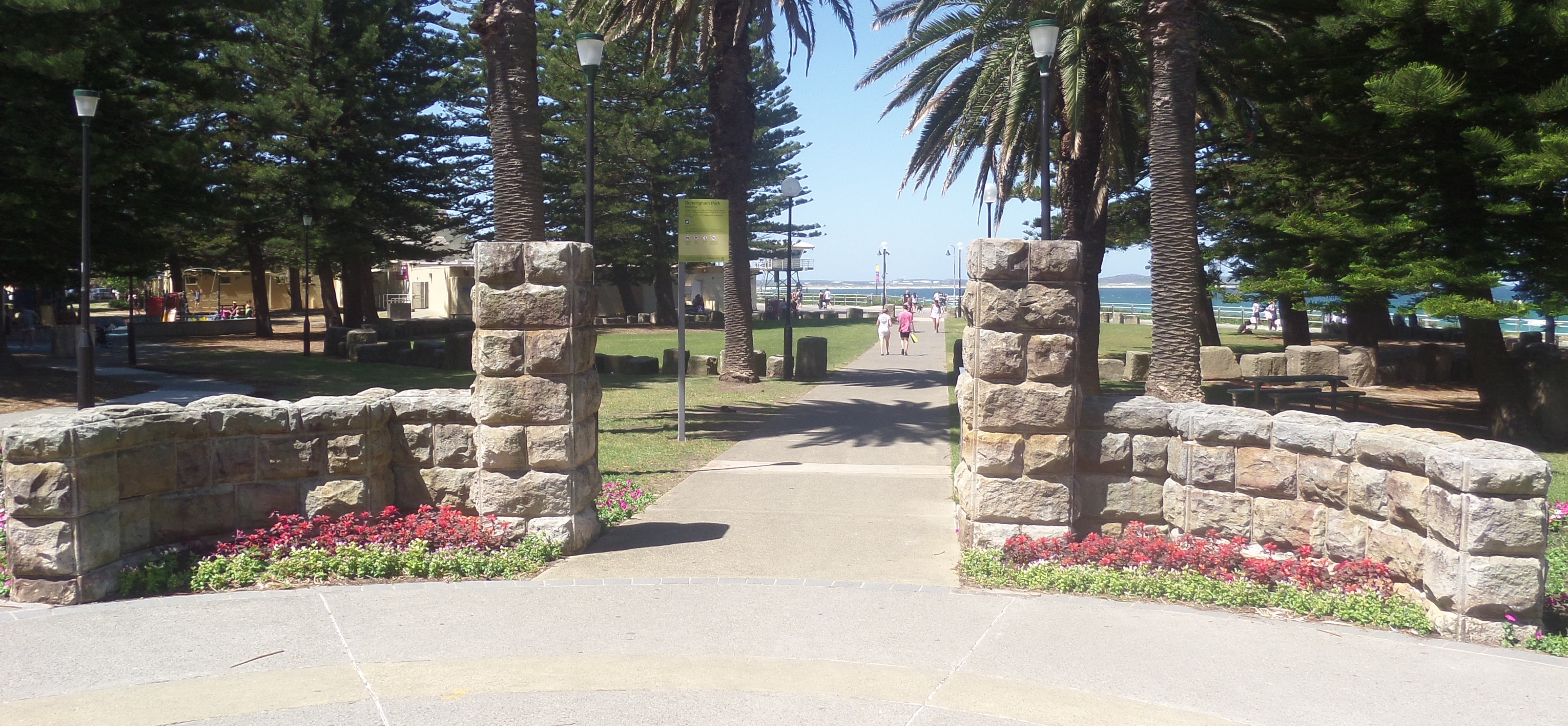
Dunningham Park